# Klaus Rohseano
Klaus Rohseano (* 8. September 1969 in Feldkirchen, Kärnten) ist ein ehemaliger österreichischer Fußballspieler auf der Position eines Verteidigers. Aktuell ist er Fußballtrainer beim SV Moosburg.

## Karriere als Spieler
Rohseano begann seine Karriere bei seinem Heimatverein SV Feldkirchen in Kärnten, von dort wechselte er zum ehemaligen österreichischen Bundesligisten LASK Linz. Nach fünf Jahren wechselte er im Sommer 2000 zum SW Bregenz. Von 2001 bis 2003 spielte er für den ehemaligen österreichischen Bundesligisten FC Kärnten.
Von dort wechselte er zum BSV Juniors. Ein Jahr später kam wieder zu seinem Heimatverein SV Feldkirchen. Im Sommer 2009 beendete er seine aktive Fußballkarriere.

## Wechsel ins Traineramt
Rohseano begann seine Trainerkarriere beim SV Feldkirchen. Von 2009 bis 2010 war er für den FC Rennweg als Trainer tätig. In der Saison 2010/11 wurde er als Trainer des SV Oberglan/Feldkirchen II verpflichtet. Aktuell ist er Trainer beim SV Moosburg.
| Personendaten    | Personendaten                                |
| ---------------- | -------------------------------------------- |
| NAME             | Rohseano, Klaus                              |
| KURZBESCHREIBUNG | österreichischer Fußballspieler und -trainer |
| GEBURTSDATUM     | 8. September 1969                            |
| GEBURTSORT       | Feldkirchen in Kärnten, Österreich           |